# Kerstin Möhring
Kerstin Möhring (* 1965) ist eine deutsche Lehrerin und Lokalhistorikerin.

## Werdegang
Möhring ist Gymnasiallehrerin für Deutsch und Kunst. Sie setzt sich dafür ein, wie Schüler heute für die Zeit des Nationalsozialismus sensibilisiert werden können. Als Lokalhistorikerin erforscht sie seit Mitte der 1990er Jahre die jüdische Geschichte Südthüringens. Ein Schwerpunkt ihrer Arbeit ist das Leben und Werk des jüdischen Arztes und Schriftstellers Benno Koppenhagen, über den sie 2011 an der Universität Jena promoviert wurde.
Einen Teil ihrer Arbeit veröffentlichte sie 2012 in einem Buch, in dem sie die Geschichte jüdischen Lebens in Schleusingen von den Anfängen im 13. Jahrhundert bis zur Deportation der letzten jüdischen Schleusinger im Jahr 1942 darstellt. Ergebnisse ihrer Jahrzehnte langen Erforschung jüdischen Lebens in Südthüringen veröffentlichte sie am 9. November 2018 auf ihrer Webseite.

## Ehrungen
- 2006: Slusizer-Preis[2]
- 2008: Thüringerin des Monats November 2008 der Thüringer Ehrenamtsstiftung[3]
- 2012: Verdienstkreuz am Bande der Bundesrepublik Deutschland[4]

## Schriften
- Menetekel: Leben und Werk des Arztes und Schriftstellers Benno Koppenhagen im Kontext der jüdischen Geschichte der Stadt Schleusigen, Jena, Univ., Diss., 2011[5][6]
- Mit Helmut Billeb: 775 Jahre Schleusingen: das Heimatbuch der Stadt; 1232-2007, Schleusingen 2007[7]
- Der Mann, der Tacheles redet: Wolfgang Nossen, Salier Verlag, Leipzig 2014, ISBN 978-3-943539-22-6
- Hrsg.: A Murd in der Mühlgass, bearbeitet, o. V., Schleusingen 2010, ISBN 978-3-940295-13-2
- Hrsg.: Aus dem Tagebuche eines Thüringer Landarztes. Fünf heitere Dorfgeschichten aus dem Thüringer Wald Anfang des 20. Jahrhunderts, bearbeitet, o. V., Schleusingen 2017
- Jüdische Geschichte Schleusingens – Opfer, Überlebende, Täter, Zuschauer, Schleusingen 2012, ISBN 978-3-00-037980-2[8]
- Chronik jüdischen Lebens in Schleusingen, In: Hans Nothnagel (Hrsg.): Juden in Südthüringen – geschützt und gejagt – eine Sammlung jüdischer Lokalchroniken in sechs Bänden, Verlag Buchhaus Suhl, Suhl 1998, Band 1, S. 111–163, ISBN 3-929730-17-0[9]
- Die Schleusinger Geschichte im Blickpunkt der Forschung, In: Schleusinger Blätter, Bd. 1 (2004), S. 26–27.
- Jüdisches Leben in Schleusingen von den Anfängen bis ins 18. Jahrhundert, In: Schleusinger Blätter, Bd. 2 (2005), S. 12–14.
- Bürgermeister Ludwig Baecker im Dienste Schleusingens, In: Schleusinger Blätter, Bd. 2 (2005), S. 18–20.
- Eine Liebeserklärung an ein Land oder Was heißt Verantwortung, In: Verstehen lernen. Die deutsch-israelischen Beziehungen im Spannungsfeld politischer Bildung, Mainz 2005, S. 162–166.
- Jüdisches Leben in der Stadt Schleusingen im 19. Jahrhundert, In: Schleusinger Blätter, Bd. 3 (2006), S. 12–14.
- Möglichkeiten der Auseinandersetzung mit jüdischer Geschichte, In: Mobit (Hg.): Gemeinsam gegen Antisemitismus in Thüringen. Wanderausstellung mit lokalen Veranstaltungen und Aktivitäten vom Juni bis Dezember 2005. Eine Projektdokumentation. Gotha 2005, S. 38–44
- Ein bedeutender Schleusinger und sein Domizil: Georg Karl Wilhelm Müller von Raueneck und das Schicksal seiner Rauenecksburg, In: Schleusinger Blätter, Bd. 3 (2006), S. 30–31.
- Schon 1474 schossen sie um die Wette: zur Geschichte der Privilegierten Schützengilde in Schleusingen, In: Schleusinger Blätter, Bd. 3 (2006), S. 23–24.